# ایران در ادبیات فرانسه
ایران در ادبیات فرانسه کتابی از شجاع‌الدین شفا است که در سال ۱۳۳۲ منتشر و برندهٔ جایزه کتاب سال سلطنتی شد.